# Trophy Scars
Trophy Scars ist eine 2002 gegründete Post-Hardcore-Band aus Morristown, New Jersey, USA.

## Geschichte
Trophy Scars wird 2002 von Jerry Jones, John Ferrara, Brian Ferrara, und Mike Schipper in Morristown gegründet, kurz darauf stößt der gerade erst dreizehnjährige Schlagzeuger Brian Ferrara hinzu. Im selben Jahr veröffentlichen sie über das Plattenlabel eines Freundes das selbstaufgenommene Album Darts to the Sea. Die im Eigenvertrieb verkaufte EP Hospital Music For The Aesthetics of Language wird 2003 in den Portrait Studios in New Jersey von Chris Badami aufgenommen und produziert. Nachdem Trophy Scars einen Plattenvertrag beim Label The Death Scene Recording Company unterschrieben haben, erscheint im Juni 2005 die EP Goodnight Alchemy welche wieder von Chris Badami produziert wurde. Im März 2006 erscheint mit Darts to the Sea/Sand in the Sea eine Doppel-CD, bestehend aus dem Debütalbum Darts to the Sea und der B-Seitensammlung Sand in the Sea. Die 15 Songs der zweiten CD sind Demoaufnahmen schon veröffentlichter Songs oder bisher unveröffentlichte Songs.
Am 13. Juni 2006 erscheint in den USA das Album Alphabet. Alphabets., welches als Grundthema den Buchstaben „A“ hat. 13 der 16 Songs haben als Titel ein mit „A“ beginnendes Wort im Singular und im Plural, so zum Beispiel Artist. Artists., Assistant. Assistants. oder Assassin. Assassins. Zwei der Songs die von diesem Schema abweichen sind Yes und No, die das Album als siebter und achter Track in zwei Hälften teilen. „Sie sollen“, so Songwriter Jerry Jones „dem Hörer als kurze Verschnaufpause gelten, wo er sich von der emotionalen Intensität der anderen Stücke erholen kann.“ Der dritte abweichende Song ist A Song Begins With “A.” Almost All These Songs Begin With “A.” betitelt und schließt das Album. Die Idee zu diesem Konzept hat Jones aus dem 1850 erschienenen Buch Der scharlachrote Buchstabe von Nathaniel Hawthorne. Geschrieben wird das Album von Brian und John Ferrara in Alpharetta in Georgia und von Jerry Jones in New York. Die Demos werden via E-Mail ausgetauscht. Das Album wird, obwohl damals in Deutschland nicht erhältlich, von der Musikzeitschrift Visions im Mai 2007 zu den „Schönheiten des Monats“ gewählt. Im Review schreibt Jan Schwarzkamp „Trophy Scars […] sind […] ganz sicher das Frischeste, was die Szene zwischen Emo-, Metal- und Postcore seit langem hervorgebracht hat.“
2007 wird die EP Hospital Music For The Aesthetics of Language wiederveröffentlicht, das Album Alphabet. Alphabets. erscheint auch in Deutschland und Gitarrist Adam Moutafis tritt der Band bei. Am 13. März 2012 wurde Alphabet. Alphabets. erstmals auf Vinyl veröffentlicht, in einer limitierten Auflage auf 500 Kopien, 400 in Weiß und 100 in Blau-Weiß.
Trophy Scars sehen sich als DIY-Band. Anstatt das Label für sie arbeiten zu lassen, organisieren sie vieles selber. Das Artwork der bisher erschienenen CDs wurde hauptsächlich von Jerry Jones entworfen.

## Stil
Trophy Scars kombinieren verschiedene Musikgenres wie Hardcore Punk, Hip-Hop (auf Alphabet. Alphabets. unterstützt sie Rapper Kadence Posse bei Assassin. Assassins. und Accent. Accents.), Mathcore, Emo und Post-Hardcore. Verglichen werden sie mit Brand New, Cursive, Desaparecidos und den Blood Brothers sowie mit The Bled oder Thursday.
Im All Music Guide steht zum Album Alphabet. Alphabets.:

“The songs are infinitely more complex than before, with each tune composed of layers upon layers that contain counter melodies, drones, subtle harmonies, and unexpected additions of percussion, strings, horns and electronics.”

## Diskografie

### EPs
- Hospital Music for the Aesthetics of Language (2004; 2007, Small Town Records)
- Goodnight Alchemy (2005, The Death Scene Recording Company; 2007, Reap What You Sew Records)
- Darkness, Oh Hell (2010, Independent)
- Never Born, Never Dead (2011, Independent)

### Alben
- Darts to the Sea (2002, Over and Out Record)
- Darts to the Sea / Sand in the Sea (2006, AoA Records)
- Alphabet. Alphabets. (2006, The Death Scene Recording Company; 2007, Small Town Records)
- Bad Luck (2009, Independent)
- Holy Vacants (2014, Monotreme Records)
- Astral Pariah (2021, Gruesome Twosome Records)